# Генріх Пепке
Генріх Пепке (нім. Heinrich Paepcke; 11 грудня 1910, Бохум — 17 жовтня 1942, Мальта) — німецький льотчик-ас бомбардувальної авіації, майор люфтваффе. Кавалер Лицарського хреста Залізного хреста з дубовим листям.

## Біографія
Служив у торговому флоті. В 1935 році вступив в люфтваффе. Після закінчення авіаційного училища направлений на службу в бомбардувальну авіацію. З квітня 1940 року — командир 7-ї ескадрильї 30-ї бомбардувальної ескадри. Учасник Французької кампанії, під час якої потопив транспорт водотоннажністю 10 000 тонн і крейсер ППО (5000 тонн), і битви за Британію. З 15 жовтня 1940 року — командир 1-ї ескадрильї 6-ї навчальної бомбардувальної групи, з 17 жовтня 1940 року — навчальної ескадрильї 30-ї бомбардувальної ескадри. Учасник Німецько-радянської війни, в тому числі боїв в районі Тихвіна. З жовтня 1941 року — командир 2-ї групи 77-ї бомбардувальної ескадри. В листопаді 1941 року група Пепке була переведена в Німеччину, а в січні 1942 року — на Сицилію. Учасник нальотів на Мальту і на середземноморські конвої союзників. Учасник знищення кораблів конвою на Мальту (операція «П'єдестал»). Під час нальоту на Мальту його літак зіштовхнувся зі «Спітфайром» і Пепке загинув.

## Звання
- Фанен-юнкер (1935)
- Лейтенант (1936)
- Оберлейтенант (1939)
- Гауптман (травень 1940)
- Майор (1942, посмертно)

## Нагороди
- Нагрудний знак пілота
- Медаль «За вислугу років у Вермахті» 4-го класу (4 роки)
- Залізний хрест 2-го і 1-го класу
- Лицарський хрест Залізного хреста з дубовим листям
  - лицарський хрест (5 вересня 1940) — за заслуги в битві за Британію.
  - дубове листя (№ 154; 19 грудня 1942, посмертно)
- Почесний Кубок Люфтваффе (21 вересня 1942)
- Авіаційна планка бомбардувальника в золоті